# Brotherocean
Albums de Syd Matters
Ghost Days
(2008)
Brotherocean est le quatrième album studio de Syd Matters. 
Il est sorti le 30 août 2010 chez Because Music. La pochette est illustrée par Thousand.

## Liste des pistes
1. Wolfmother (3 min 10 s)
2. Hi Life (3 min 51 s)
3. Halalcsillag (3 min 35 s)
4. A Robbery (4 min 07 s)
5. We Are Invisible (4 min 10 s)
6. River Sister (4 min 20 s)
7. Lost (3 min 32 s)
8. Rest (4 min 45 s)
9. I Might Float (4 min 50 s)
10. Hadrian's Wall (8 min 33 s)

## Réutilisation
La chanson River Sister a été utilisée dans la bande-son du film Upside Down (2012).